# HD 172424
HD 172424，又名BD+07 3798，SAO 123782、HR 7010，是一颗恒星，视星等为6.28，位于銀經38.19，銀緯5.91，其B1900.0坐标为赤經18h 35m 1.1s，赤緯+7° 5.91′ 9″。